# Fuglene på Agerø
Fuglene på Agerø er en dansk dokumentarfilm fra 1991.

## Handling
Denne artikel mangler et handlingsreferat. Hjælp os med at skrive det.